# HMS Captain (1869)
HMS Captain var et britisk panserskib, konstrueret som tårnskib med to kraftige kanontårne. Skibet blev bygget efter betydeligt pres fra den britiske offentlighed, baseret på ideer fra opfinderen og søofficeren Cowper Phipps Coles. Resultatet var ikke vellykket og skibet sank under en storm efter godt et halvt års tjeneste. Captain var det sjette (og sidste) skib med det dette navn i Royal Navy.

## Baggrund
Historien om Captain kan føres tilbage til Krimkrigen, hvor den britiske søofficer, captain (kommandør) Cowper Phipps Coles deltog. I 1855 fik Coles bygget tømmerflåden Lady Nancy, der blev forsynet med to kanoner og slæbt til Taganrog, hvor den ydede en glimrende indsats mod de russiske kystforter. Coles foreslog admiralitetet af bygge en større, pansret flåde, men det vandt ikke gehør. Efter krigen arbejde Coles videre med ideen og det førte til, at han i 1859 tog patent på et pansret drejetårn til krigsskibe. Admiralitetet bestilte et eksemplar af kanontårnet samme år, og da det var færdigt i 1861 blev det installeret i panserbatteriet HMS Trusty. Afprøvningen om bord på Trusty blev en stor succes – skønt tårnet blev ramt af 33 projektiler fortsatte det med at fungere – og i 1862 bestilte Royal Navy kystpanserskibet HMS Prince Albert og gik også i gang med at ombygge linjeskibet HMS Royal Sovereign til kystpanserskib.
Coles ønskede også, at de søgående panserskibe skulle forsynes med kanontårne, men her strittede ledelsen i Royal Navy imod, idet man ikke kunne se det praktisk mulige i at kombinere kanontårnets krav til frit skudfelt med den omfattende rigning, der var brug for i datidens søgående skibe, men Admiralitetet gik dog med til at bygge tårnskibet Monarch. Coles var rystet over at man havde tilsidesat hans forslag til søgående tårnskibe, og han indledte en kampagne mod Monarch's design, og kritiserede flere medlemmer af flådens ledelse. Hans kritik var så voldsom, at han i januar 1866 blev fyret som konsulent for Admiralitetet. Coles påstod straks, at han var blevet misforstået, og han blev genansat fra marts 1866. Coles fortsatte med at lave lobbyarbejde i parlamentet og til sidst følte Admiralitetet sig tvunget til at bygge et skib efter hans projekt med to kanontårne. Den britiske presse havde været yderst aktiv i sin støtte til Coles projekt, og Brown mener, at det er første gang, at man her så pressen gå aktivt ind i diskussionen af et rent teknisk spørgsmål.

## Design og konstruktion
Coles kunne vælge mellem flere værfter til bygningen af det nye skib, og i maj 1866 meddelte han Admiralitetet, at han havde valgt Laird Brothers i Birkenhead. Coles ønskede et skib, hvor kanonerne var placeret et dæk lavere end i Monarch, med et fribord på 2,4 m. For at forhindre karambolage mellem kanoner og rigning, blev der lavet et "orkandæk" (hurricane deck) et niveau over kanonerne, hvorfra rigningen kunne håndteres. For at reducere behovet for tovværk, der skulle balancerede masterne, blev skibet designet med trebenede master. Opstillingen og kanonerne svarede til Monarch, med to dobbelttårne midtskibs, suppleret med ubeskyttede 17,8 cm kanoner for og agter. Captain havde et lidt større skudfelt for sine kanoner i bredsiden, fire grader mere for det forreste tårn, og 16 grader for det agterste.
I Admiralitetet var der stor skepsis mod designet, både hos chefkonstruktøren Reed og flådens controller, Specer Robinson. Det endte dog med, at First Sea Lord, viceadmiral Packington, godkendte Lairds tegninger i juli 1866, men han understregede, at ansvaret for byggeprocessen alene lå hos Coles og værftet. Coles var imidlertid blevet syg, og han fik dermed kun ringe indflydelse på byggeprocessen, og Lairds lyttede ikke til de advarsler, Reed var kommet med omkring skibets høje tyngdepunkt. Værftet gjorde skibet tungere end planlagt, og da det var færdigt, var dets fribord reduceret til lige knapt to meter.

## Tjeneste og forlis
Captain hejste kommando i april 1870 under captain Hugh Talbot Burgoyne, VC. De næste måneder blev brugt på afprøvning af skibet, og det klarede sig godt og syntes at leve op til de forventninger, Coles (og offentligheden) havde til det. I slutningen af juli blev skibets stabilitet afprøvet, men beregningerne var omfattende, og hjælpemidlerne primitive, så Captain havde for længst sluttet sig til Kanalflåden, da resultaterne blev kendt. Den 6. september 1870 lå Kanalflåden ud for Kap Finisterre i Spanien, og i løbet af dagen begyndte det at blæse op. Vinden fik skibet til at krænge, så dækket blev overskyllet, og sejlføringen blev løbende reduceret for at afhjælpe problemet. Omkring midnat blev vinden kraftigere, og kort efter midnat kæntrede og sank skibet og tog 473 af de 490 om bord med sig i dybet – heriblandt konstruktøren, Coles. De 17 overlevende reddede sig op på en båd, der var blevet slået løs ved forliset.
Stabilitetsprøverne fra juli viste, at Captain allerede ved en krængning på 21 grader begyndte at blive ustabilt, og at den maksimale krængningsmodstand her var 410 foot-tons. Til sammenligning begyndte Monarch først at blive ustabil ved en krængning på 40 grader og skibet havde langt større krængningsmodstand.
Ved det efterfølgende søforhør nåede man til den konklusion, at sejlføringen på Captain havde været korrekt, og at den ikke burde have påvirket et stabilt skib. Dermed konkluderede man også, at skibet var ustabilt, og det blev påpeget, at "Captain blev bygget af eftergivenhed over for stemninger i Parlamentet og andre steder, og i modstrid med holdningerne hos flådens controller og hans afdeling."

## Mindesmærker
Der er mindesmærker for besætningen i St Paul's Cathedral og Westminster Abbey i London og i St. Anne's church i Portsmouth.

## Eksterne links
- Wikimedia Commons har flere filer relateret til HMS Captain (1869)